# 襄都区
襄都区，原名桥东区，是河北省邢台市下辖的一个市辖区。襄都区是邢台市的老城区，古称卧牛城、襄国都，现存清风楼、大开元寺、邢台塔林遗址等一大批名胜古迹。2020年6月，桥东区更名为襄都区。撤销邢台县，将原邢台县的豫让桥街道、晏家屯镇、祝村镇、东汪镇划归邢台市襄都区管辖。區人民政府駐南长街街道顺德路229号。

## 行政区划
襄都区下辖7个街道办事处、5个镇、1个乡：
南长街街道、北大街街道、西大街街道、西门里街道、泉东街道、豫让桥街道、东郭村镇、祝村镇、晏家屯镇和大梁庄乡。

## 人口
根據第七次全國人口普查數據，截至2020年11月1日零時，襄都區入住人口362857人，佔全市人口5.10％。全區常住人口中，男性人口占比49.14%；女性人口占比50.86%。

## 交通
- 107国道过境。
- 京广铁路：邢台站
- 京广高速铁路：邢台东站